# Ар сир Мерт
Ар сир Мерт (фр. Art-sur-Meurthe) насеље је и општина у североисточној Француској у региону Лорена, у департману Мерт и Мозел која припада префектури Нанси.
По подацима из 2011. године у општини је живело 1.258 становника, а густина насељености је износила 109,68 становника/km². Општина се простире на површини од 11,47 km². Налази се на средњој надморској висини од 225 метара (максималној 268 m, а минималној 195 m).

## Демографија
| 1962. | 1968. | 1975. | 1982. | 1990. | 1999. | 2011. |
| ----- | ----- | ----- | ----- | ----- | ----- | ----- |
| 807   | 849   | 799   | 814   | 994   | 1.109 | 1.258 |

График промене броја становника у току последњих година